# Mesaieed
Mesaieed (مسيعيد) ou Umm Saieed (أم سعيد) est l'une des 10 subdivisions et une très importante ville industrielle du Qatar. Mesaieed s'étend sur 176 km² et sa population est estimée à 9.870 en 2004. Elle concentre les activités pétro-chimiques du pays et dispose d'un grand port, à 50 km au sud de Doha.

## Tourisme
L'ancienne Umm Said a encore parmi les plus intéressantes plages en eau profonde du pays.
Le Sealine Beach Resort (www.qnhc.com) est le meilleur choix pour une halte ou un séjour, en site protégé de singing sands.